# Bernie Ecclestone
Bernard Charles Ecclestone (Bungay, Inglaterra; 28 de octubre de 1930), más conocido como Bernie Ecclestone, es un exdirigente deportivo, expiloto de automovilismo, empresario y químico británico. Fue presidente y director ejecutivo de la Formula One Management y la Formula One Administration desde su fundación hasta su dimisión el 16 de enero de 2014 por su acusación en el caso Gribkowsky, en el que supuestamente sobornó con 33 millones de euros al banquero alemán Gerhard Gribkowsky. 
Se le consideraba la autoridad más importante de Fórmula 1. Su control de este deporte, conseguido con la venta de los derechos televisivos en la década de los 70, es económico, pero bajo los términos del Pacto de la Concordia. Con sus empresas también manejaba la administración, organización y logística de cada Gran Premio de Fórmula 1 hasta el 23 de enero de 2017, día en el cual fue apartado de sus funciones como CEO de la empresa debido a la presencia de la compañía americana Liberty Media. Su propietario, el estadounidense Chase Carey, se convierte así en propietario de Fórmula 1.
En diciembre de 2024, puso a la venta su gran colección de coches F1, considerada la más grande del mundo, compuesta por 69 coches.

## Primeros pasos
Ecclestone nació en Ipswich, Suffolk, Inglaterra. Hijo de un pescador, asistió a la escuela primaria en Wissett, antes que la familia se mudara a Bexleyheath, Kent, en 1938. Abandonó sus estudios a los 16 años para trabajar en las fábricas de gas locales y costearse su hobby, las motocicletas.

## Carrera en el deporte

### Inicios de su carrera
Inmediatamente después del final de la Segunda Guerra Mundial, Ecclestone comenzó su negocio y formó la compañía Compton & Ecclestone junto con Fred Compton. Su primera experiencia como piloto comenzó en 1949 en la Fórmula 3 de 500cc, adquiriendo un Cooper Mk V en 1951. Participó en un número limitado de carreras, principalmente en su circuito local, Brands Hatch. Sus aspiraciones sufrieron un golpe cuando chocó con Whitehouse Bill y aterrizó en el aparcamiento en el exterior de la pista. Después de este accidente, decidió abandonar estas competiciones.

### Adquisición de equipos
Después de su accidente, Ecclestone temporalmente abandonó las carreras para llevar a cabo varios negocios. Sin embargo retornó al ambiente automovilístico en 1957, como mánager de Stuart Lewis-Evans, y compró el equipo Connaught Engineering, escudería que contaba en sus filas con pilotos como Lewis-Evans, Roy Salvadori, Archie Scott-Brown, e Ivor Bueb. El mismo Ecclestone intentó, sin éxito, clasificarse en el Gran Premio de Mónaco de 1958.
Bernie continuó siendo el mánager de Lewis-Evans cuando este piloto corría para Vanwall. El inglés sufrió quemaduras graves cuando su motor explotó en el Gran Premio de Marruecos, y murió como consecuencia de estas heridas seis días después. Ecclestone resultó impactado de tal forma que abandonó las competiciones nuevamente.
Sin embargo, su amistad con Salvadori lo llevó a convertirse en el mánager de Jochen Rindt y a ser dueño en forma parcial de su equipo de Fórmula 2, Lotus (cuyo otro piloto era Graham Hill). Rindt, mientras se encaminaba al Campeonato del Mundo en 1970, murió en un accidente en el circuito de Monza, aunque póstumamente logró ser proclamado campeón.
A principios de 1972, Ecclestone compró el equipo Brabham, y así inició su control de la F1, formando la Asociación de Constructores de Fórmula 1 (FOCA, en sus siglas en inglés), junto a Frank Williams (Williams), Colin Chapman (Lotus), Teddy Mayer (McLaren), Ken Tyrrell (Tyrrell), y Max Mosley (March).

### Conflicto FISA FOCA
Ecclestone asumió el control de FOCA en 1978 con Mosley como consejero legal. Juntos negociaron una serie de asuntos legales con la FIA y Jean-Marie Balestre. Ecclestone estableció la Formula One Promotions and Administration (FOPA), para dividir las ganancias televisivas, dándole un 47% de estas a los equipos, 30% a la FIA, y 23% a la FOPA (es decir a sí mismo). A cambio de esto, la FOPA se haría cargo del dinero de los premios.
Los derechos televisivos se dividieron entre las empresas de Ecclestone, los equipos y la FIA en la década de los 90, pero Ecclestone en 1997 negoció el Pacto de la Concordia. A cambio de ciertos pagos anuales, él mantendría los derechos televisivos. El acuerdo con los equipos finaliza a fines de 2007, y con la FIA, a fines de 2012.

### Actividad reciente
A pesar de una operación de corazón y un triple bypass en 1999, Ecclestone ha mantenido las energías para promover sus propios intereses de negocios. Redujo su participación en la SLEC (dueña de varias compañías de management de F1) a un 25%, aunque siguió reteniendo el control completo de las compañías.
Fue también en 1999 cuando Terry Lovell publicó una biografía de Ecclestone titulada Bernie's Game: Inside the Formula One World of Bernie Ecclestone (ISBN 1-84358-086-1).
En octubre de 2004, Ecclestone estuvo envuelto en una polémica que tuvo gran repercusión en los medios, cuando no logró un acuerdo con el entonces presidente del British Racing Drivers' Club Jackie Stewart, con referencia al futuro del Gran Premio de Gran Bretaña. Esto ocasionó que la carrera no fuera tenida en cuenta en el calendario provisional de la temporada 2005. No obstante, tras un cónclave en el cual participaron los 10 directores de escudería de la categoría, se acordó una serie de recortes presupuestarios y la carrera fue reincorporada al calendario. Un contrato firmado el 9 de diciembre aseguró la continuidad del Gran Premio por cinco años.

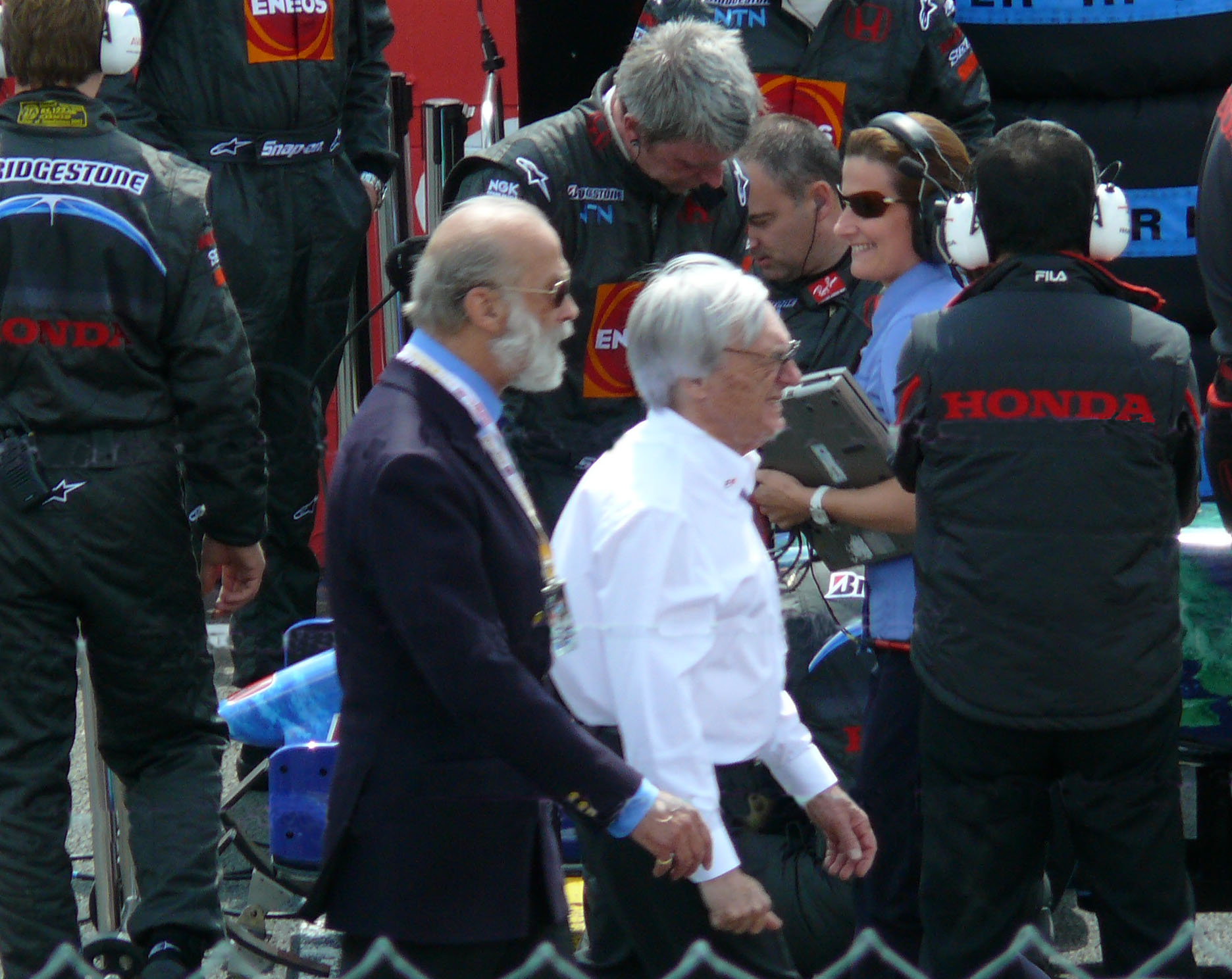
Bernie Ecclestone de paseo por el Pit Lane de Silverstone en julio de 2007.

A mediados de noviembre de 2004, los tres bancos que conforman Speed Investments, que tiene una participación del 75% en la SLEC, (que a su vez es la controlante de la máxima categoría) iniciaron una demanda a Ecclestone para lograr un mayor control sobre esta actividad deportiva. Se trataba de Bayerische Landesbank, J.P. Morgan Chase y Lehman Brothers, y la acción llevada a cabo generó rumores de que Ecclestone podría llegar a perder el control que había mantenido por más de 30 años. El 23 de noviembre se inició una audiencia de dos días, tras la cual el juez Andrew Park anunció que el veredicto se sabría luego de algunas semanas. El 6 de diciembre de 2004, Park leyó su veredicto, que constataba que "en el juicio quedaba claro que la demanda presentada por Speed era correcta y [él] debe, por lo tanto, hacer las declaraciones que solicita." Sin embargo, Ecclestone insistió en que el veredicto -visto casi universalmente como un recorte legal de su control sobre la Fórmula 1- "no significaría
nada". Ecclestone hizo saber su intención de apelar la decisión judicial.
Al día siguiente, en la reunión con los jefes de equipo en el Aeropuerto de Heathrow en Londres Ecclestone ofreció a los equipos un total de £260.000.000 a lo largo de tres años como compensación por apoyar unánimemente el Pacto de la Concordia, que expira en 2008. Semanas más tarde, Gerhard Gibkowsky, un miembro del Consejo de Bayerische Landesbank y el presidente de SLEC, anunció que los bancos no tenían ninguna intención de quitar a Ecclestone de su posición de control.
En una de las más recientes polémicas en que se vio involucrado, Ecclestone vio como 14 de 20 autos se negaron a participar en el Gran Premio de los Estados Unidos de 2005, que se llevó a cabo en Indianápolis. Las siete escuderías que se negaron a participar, debido a cuestionamientos sobre la seguridad de los neumáticos Michelin, solicitaban un cambio en las reglas o bien en el trazado del circuito. A pesar de las reuniones de último momento sostenidas entre Ecclestone, Max Mosley y los directores de los equipos, no se llegó a un acuerdo y Ecclestone se volvió uno de los objetivos de las quejas del público. A pesar de no haber sido la causa directa del problema, periodistas y aficionados lo culparon de no haber tomado control de la situación e impuesto una solución, dada la posición de poder en que se encontraba.
El 25 de noviembre de 2005, CVC Capital Partners anunció que compraría las acciones de Ecclestone en el Formula One Group (25% de la SLEC) así como también las de Bayerische Landesbank (controlada por Speed Investments). De esta forma, Alpha Prema quedó con el 71.65% de la participación en el Formula One Group. Ecclestone utilizó los ingresos por dicha venta para adquirir una parte de la nueva compañía, aunque la proporción de las participaciones CVC / Ecclestone aún se desconoce. El 6 de diciembre Alpha Prema compró la participación de JP Morgan en SLEC para aumentar su participación en el negocio de la Fórmula 1 al 86%, quedando el restante 14% en manos de Lehman Brothers.

## Escándalos políticos
- En 1997 Ecclestone se vio involucrado en un escándalo político cuando trascendió que había donado un millón de libras al Partido Laborista del Reino Unido, que en aquel momento estaba en el gobierno. En ese momento, el Estado cambió de opinión y permitió que la Fórmula 1 siguiera siendo auspiciada por las tabacaleras. Tiempo después, el Partido Laborista devolvió la donación.[3]
- En 2009 declaró: "La muerte de Senna fue buena para la F1".[4]
- En julio de 2009 dio unas declaraciones al The Times que dieron la vuelta al mundo: elogió a Hitler, criticó los sistemas democráticos, se consideró detractor de la invasión de Irak en 2003 -dando a entender que estaba a favor del régimen de Sadam Hussein en ese país y de los talibanes en Afganistán- y propuso a Max Mosley, presidente de la FIA, como Primer ministro del Reino Unido.[5][6] Estas declaraciones tan polémicas hicieron que dos días más tarde pidiera perdón públicamente,[7] pero el Congreso Mundial Judío pidió su dimisión y volvió a dar otra declaración suculenta: ahora los culpaba de la crisis económica mundial de 2008-2009.[8]

## Vida personal
La lista de multimillonarios del mundo de la revista Forbes, en 2011 clasificó a Ecclestone como la 4ª persona más rica en el Reino Unido, con una fortuna estimada de 4.200 millones de dólares, con un incremento de 200 millones de dólares desde el año anterior.
A principios de 2004 vendió su residencia de Londres al magnate del acero Lakshmi Mittal por 70 millones de libras, en aquel momento 128 millones de dólares. En otras palabras, acababa de convertirse en la persona que había cobrado la mayor fortuna pagada por una casa.
Ecclestone se ha casado tres veces. Tiene una hija, Deborah, con su primera esposa, Ivy. Deborah y su esposo le dieron el primer nieto, el cual tiene hijos, convirtiendo a Bernie en bisabuelo.
Estuvo casado durante casi 25 años con Slavica Radić, nacida en la ciudad de Rijeka en Croacia, en la República Federal Socialista de Yugoslavia en 1958, exmodelo de Armani de 1,88 m, 28 años más joven y 29 cm más alta que su marido. La pareja tiene dos hijas, Tamara Ecclestone (n. 1984) y Petra Ecclestone (n. 1988). El periódico The Sun anunció el 20 de noviembre de 2008 que Slavica Ecclestone se había mudado de la casa de la familia con el divorcio.
En abril de 2012, Ecclestone anunció su compromiso con la brasileña Fabiana Flosi, 45 años más joven que él. La noticia de su matrimonio se hizo pública el 26 de agosto de 2012. En abril de 2020 anunció que sería padre de nuevo a sus 89 años de edad. El 1 de julio de 2020 se anunció el nacimiento de su primer hijo varón y su cuarto hijo en total, Ace.

## Resultados

### Fórmula 1
(Clave) (negrita indica pole position) (cursiva indica vuelta rápida)

| Año     | Escudería      | 1   | 2       | 3   | 4   | 5   | 6   | 7       | 8   | 9   | 10  | 11  | Pos. | Puntos |
| ------- | -------------- | --- | ------- | --- | --- | --- | --- | ------- | --- | --- | --- | --- | ---- | ------ |
| 1958    | B C Ecclestone | ARG | MON DNQ | NED | 500 | BEL | FRA | GBR DNP | GER | POR | ITA | MAR | NC   | 0      |
| Fuente: |                |     |         |     |     |     |     |         |     |     |     |     |      |        |